# Parco Savorgnan

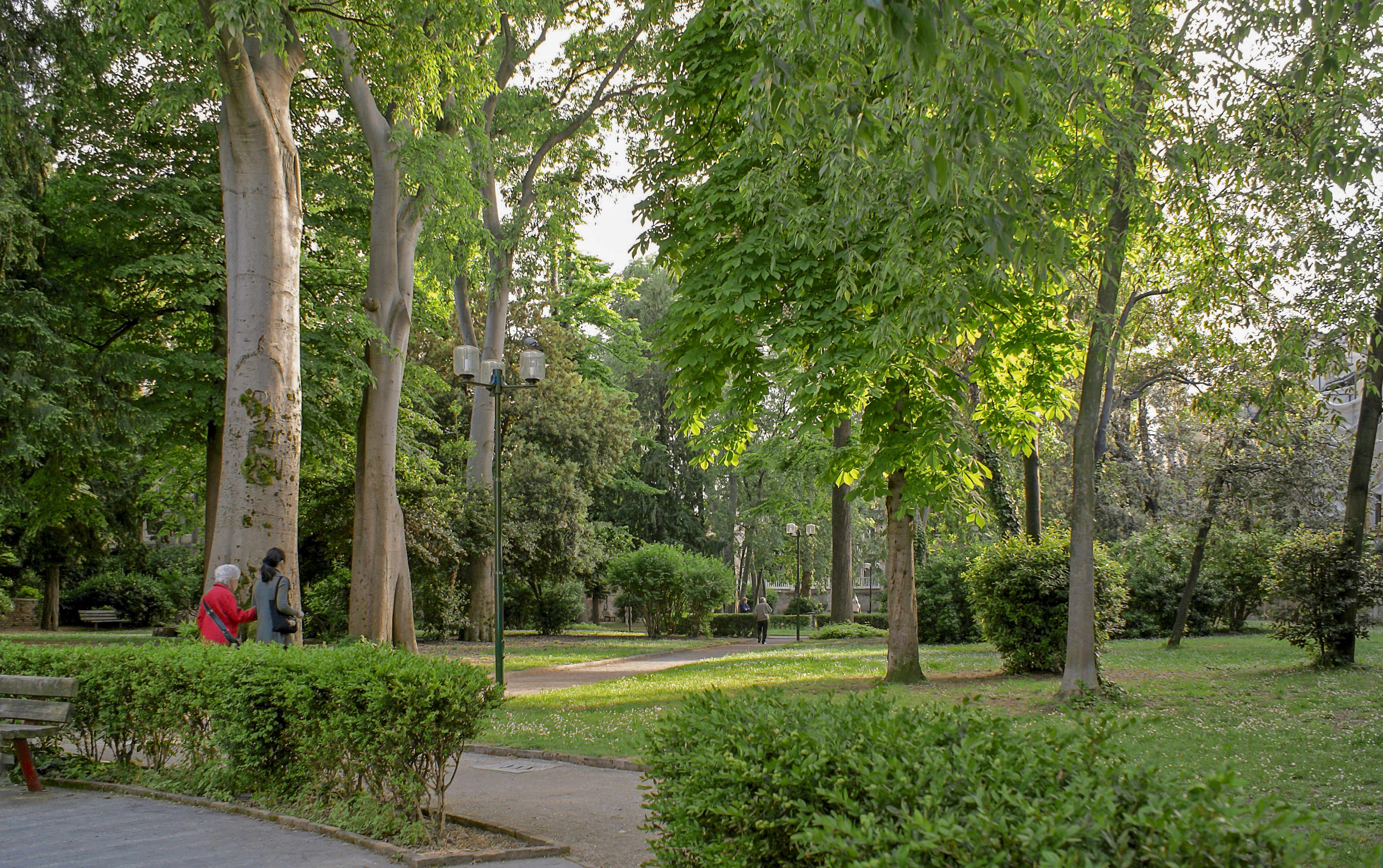
Der heute öffentliche Park mit altem Baumbestand

Der Parco Savorgnan (auch Giardini Savorgnan) ist eine öffentliche Parkanlage im venezianischen Stadtteil (Sestiere) Cannaregio in der Größe von etwa 9500 m². Er gehörte ursprünglich zum benachbarten Palazzo Savorgnan, dem Wohnsitz der gleichnamigen venezianischen Adelsfamilie, der heute zu schulischen Zwecken genutzt wird. Der alte und zum Teil exotische Pflanzenbestand wurde früher durch temporäre Glashäuser geschützt. Heute steht der Park im Eigentum der Gemeinde und der Provinz Venedig und umfasst auch die zum Palazzo Venier Manfrin gehörige Grünfläche. Er zählt zu den seltenen innerstädtischen Grünflächen der Lagunenstadt und dient hauptsächlich Erholungszwecken. Reste der alten Gartenstaffage, beispielsweise ein Pavillon, sind erhalten.

## Geschichte
Die Grünanlage wurde ursprünglich vom Architekten Giuseppe Sardi (1624–1699) im Zusammenhang mit der Errichtung des Palazzo Savorgnan entworfen, allerdings mehrfach verändert, unter anderem vom Theaterarchitekten Pietro Chezia. Der heutige Zustand entspricht im Wesentlichen der Umgestaltung von 1826 im Stil eines „Englischen Gartens“ durch den damaligen Besitzer Francesco Galvagna.